# Équipe d'Afrique du Sud féminine de rugby à XV
L'équipe d'Afrique du Sud de rugby à XV féminin est constituée par une sélection des meilleures joueuses d'Afrique du Sud. Elle est sous l’autorité de la fédération sud-africaine.

## Histoire

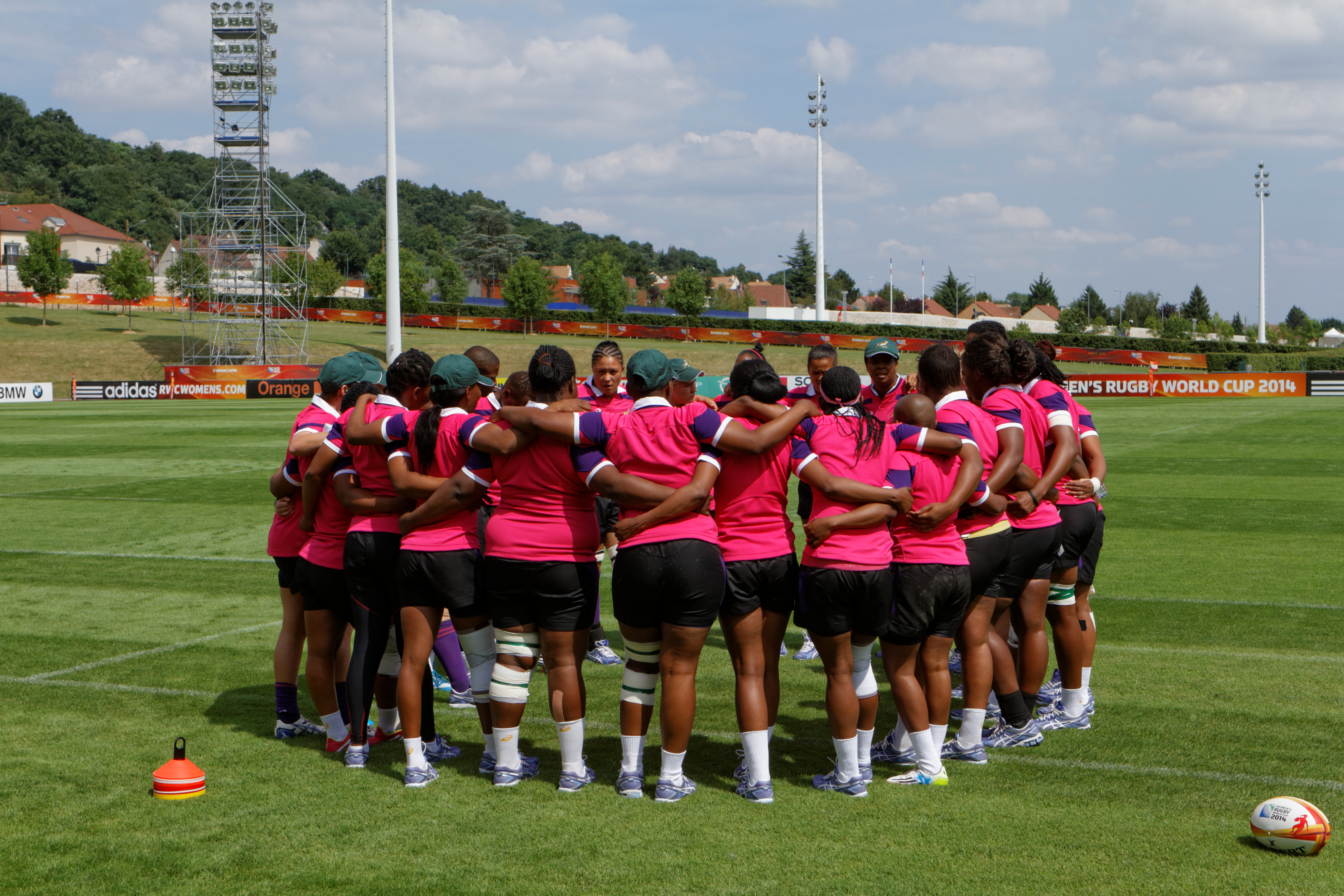
Équipe d'Afrique du Sud lors de la coupe du monde féminine de rugby à XV 2014.

L'équipe d'Afrique du Sud de rugby à XV féminin joue son premier match le 29 mai 2004 à l'occasion d'une tournée de l'équipe du pays de Galles en Afrique du Sud. Les Galloises gagnent 8-5 puis 16-15 une semaine plus tard mais les Sud-africaines prennent leur revanche un an plus tard avec leur première victoire : 24-9 à Ebbw Vale.
Après deux larges succès en juin 2006 face aux Pays-Bas, elles s'envolent pour le Canada où elles sont invitées pour la Coupe du monde 2006 en tant qu'unique équipe africaine. Elles perdent leurs cinq matchs par plus de trente points d'écart et terminent dernière des douze participantes.
Après trois ans sans match international, elles participent à la Nations Cup en 2009 et obtiennent un match nul face à la France. Malgré cela, elles terminent dernières du tournoi. En 2010, elles sont de nouveau invitées à la Coupe du monde qui se déroule en août en Angleterre.
Confrontée aux résultats insuffisants de l'équipe, la fédération sud-africaine décide de ne pas participer à la Coupe du monde 2017 et de concentrer ses efforts sur la formation de jeunes joueuses.
Sous la direction de Stanley Raubenheimer, les Boks participent à la Coupe du monde 2021 où elles terminent dernières de la poule C.
En 2023, les Boks remportent la coupe d'Afrique avec un goal-average de +206 points en seulement trois matchs. Elles terminent à la troisième place du WXV2.
En 2024, les Boks remportent à nouveau la coupe d’Afrique, qualificative pour la Coupe du monde. Au mois d'août, Swys de Bruin devient le nouveau sélectionneur. En fin d'année, les Sud-africaines terminent à la quatrième place du WXV2.

## Palmarès
| Édition | Organisateur     | Place       |
| ------- | ---------------- | ----------- |
| 1991    | Pays de Galles   | Pas invitée |
| 1994    | Écosse           | Pas invitée |
| 1998    | Pays-Bas         | Pas invitée |
| 2002    | Espagne          | Pas invitée |
| 2006    | Canada           | 12e         |
| 2010    | Angleterre       | 10e         |
| 2014    | France           | 10e         |
| 2017    | Irlande          | Forfait     |
| 2021    | Nouvelle-Zélande | 4e poule C  |
| 2025    | Angleterre       |             |

| Édition | Organisateur   | Place     |
| ------- | -------------- | --------- |
| 2019    | Afrique du Sud | Vainqueur |
| 2023    | Madagascar     | Vainqueur |
| 2024    | Madagascar     | Vainqueur |
| 2025    | Madagascar     | Vainqueur |

## Principales joueuses d'hier et d'aujourd'hui
Ramona Brown, 
Sipokazi Jonga, 
Cebisa Kula, 
Yolandi Marais, 
Babalwa Vena, 
Wendy Adlem, 
Louise Du Pisanie, 
Dolly Mavumengwana, 
Marie Schoeman, 
Namhia Siyolo, 
Nadine Barnard, 
Wendy Khumalo, 
Nomsebenzi Tsotsobe, 
Lamla Momoti, 
Mandisa Willams, 
Saloma Booysen, 
Fundiswa Plaatjie, 
Marie-Lee Erasmus, 
Marijke Nel, 
Magdalena Pylman, 
Ingrid Botha, 
Zolisa Noxeke, 
Natasha Hofmeester, 
Nomsa Tendekwana, 
Yolanda Meiring, 
Zandile Nojoko.

### Sélectionneurs
| Années    | Sélctionneur         | Asssistant             |
| --------- | -------------------- | ---------------------- |
| 2006-2011 | Denver Wannies       | Dumisani Mhani         |
| 2014-     | Lawrence Sephaka     | Renfred Dazel          |
| 2018-2022 | Stanley Raubenheimer |                        |
| 2023-2024 | Louis Koen           | Laurian Johannes-Haupt |
| 2024-     | Swys de Bruin        | Bafana Nhleko          |